# カモジグサ
カモジグサ(鵞観草、燕麥)は、イネ科の雑草で、道端でごく普通に見られる。大きめの小穂をつけた細い穂がたれ、また小穂に長い芒が出るのが目立つ。

## 特徴
カモジグサ(Elymus tsukushiensis Honda var. transiens (Hack.) Osada)は、イネ科エゾムギ属の多年草で、日本では道端にごく普通に生えている雑草である。初夏に穂が出て、穂には柄のない小穂が並ぶこと、穂がやや偏平で細長く、よく発達した芒が上に向いて伸びていることが目安になる。ただし近似種は多い。
茎は基部でやや横に這って株立ちとなり、立ち上がって40-100cmになる。葉は茎の節から出て長さ20-30cm,幅5-10mm、緑色でつやはない。
花期は5-7月、穂は茎の先端から伸びて立ち上がり、先端は弓型にたれる。穂状花序で、茎に沿ってやや間を開けて柄のない小穂をつける。小穂は軸に沿うように上向きになり、長さは15-25mm、多少平坦なくらいで細長く、5-10の小花を含む。色は緑色で粉を吹いたように白く、部分的に紫を帯びるのが普通。護頴の先端から伸びる芒は長さ1.5-3cmになり、多くは紫を帯びる。芒は穂の先端方向へすんなりと伸びて、乾燥しても反り返らない。

## 小穂の構造

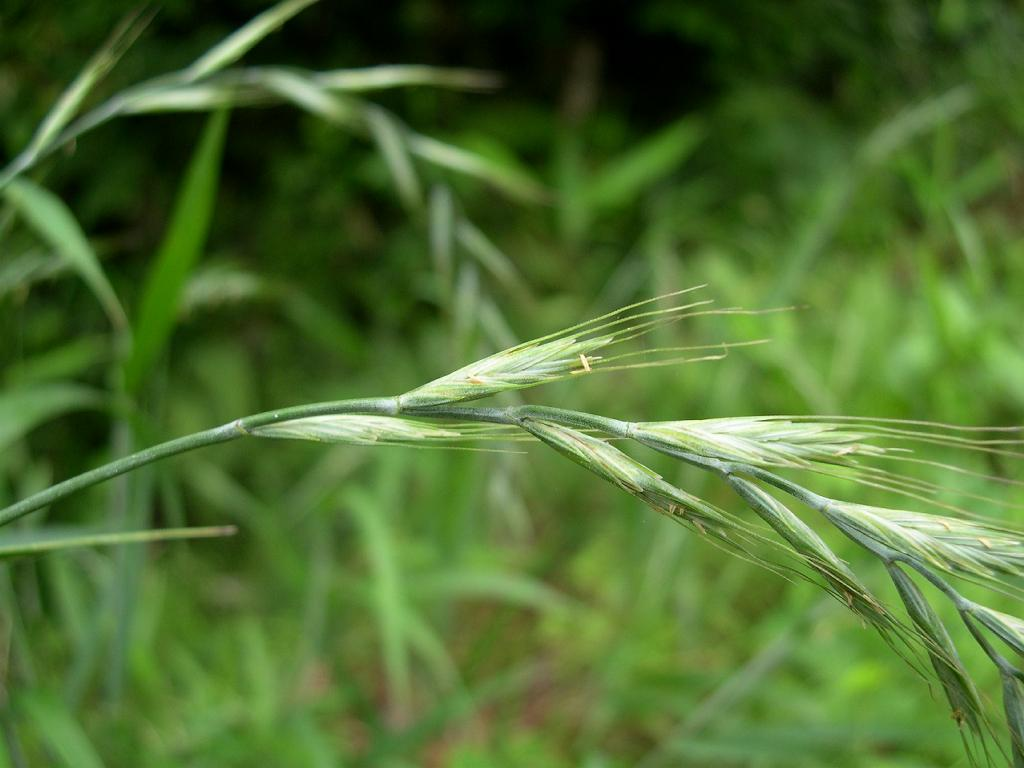
穂の拡大

この類の小穂は多数の小花を含む小穂の典型に近く、基部に二枚の包頴、あとは左右交互に護頴と内頴の組が並ぶ形である。

## 分布と生育環境
乾いた草地に普通で、路傍でよく見かける。日本では北海道から琉球列島まで広く見られる。国外では朝鮮から中国まで見られる。

## 近似種
同属には他にも数種が見られるが、特に以下の種はほぼ同様の環境で同じように普通に見られる。
- アオカモジグサ E. racemifer (Steud.) Tsvel.

外見的にも細部でもよく似ているが、はっきりと別種である。名前はカモジグサに比べて緑に見えることによる。具体的にはカモシグサが緑であるが粉を吹いたように白っぽく、小穂や芒が紫を帯びるのに対して、アオカモジグサは全体に緑が強く、粉を吹いたようであったり紫を帯びることがない。また、芒が乾燥すると反り返りやすい。細部ではカモジグサでは護頴と内頴がほぼ同長なのに対して、アオカモジグサでは内頴が明らかに短い点などの違いも見られる。
このような多数の花を含む小穂を柄のない穂状花序につけるものとしてはドクムギ属のものもあり、複数種が雑草として普通種であるが、より小穂が幅広くて偏平で、芒はそれほど発達しない。